# Vere Beauclerk (1er baron Vere)
Vere Beauclerk, 1er baron Vere (14 juillet 1699 – 21 octobre 1781), connu comme Lord Vere Beauclerk jusqu'en 1750, est un homme politique et un officier de la Marine Royale britannique. Après avoir servi sur divers navires en Méditerranée, puis commandé le HMS Hampton court, il rejoint le Conseil de l'Amirauté, siégeant en fin de carrière en tant que First Sea Lord.

## Carrière navale
Il est le fils de Charles Beauclerk (1er duc de Saint-Albans) et son épouse Diana de Vere, il est un petit-fils du roi Charles II.
Beauclerk rejoint la Royal Navy en 1713. Promu au poste de capitaine le 30 mai 1721, il sert sur divers navires dans la Méditerranée avant de recevoir le commandement de la HMS Lyme en 1727, du HMS Kinsale en 1729 et du HMS Oxford en 1731. Il a commandé le HMS Hampton court en décembre 1731.
Beauclerk rejoint le Conseil de l'Amirauté sous le gouvernement Whig en mars 1738 mais doit le quitter quand le Gouvernement tombe en mars 1742. Il revient au Conseil lorsque le Broad Bottom ministry (en) arrive au pouvoir en décembre 1744 et est promu contre-amiral le 23 avril 1745. Il est nommé First Sea Lord en février 1746 et il est promu vice-amiral le 14 juillet 1746 et amiral le 12 mai 1748 avant de prendre sa retraite en novembre 1749.
Beauclerk est élu l'un des premiers vice-présidents du Foundling Hospital pour enfants abandonnés, un poste non rémunéré. Il sert de 1739 à 1756, mais puis de nouveau de 1758 jusqu'en 1767. De 1726 à 1741, Beauclerk est député pour Windsor et pour Plymouth (succédant à son frère Henry) de 1741 à 1750. À son retrait de la vie politique en 1750, il est créé baron Vere de Hanworth dans le comté de Middlesex. Il est aussi Lord Lieutenant du Berkshire de 1761 à 1771. Il est décédé à son domicile, le 16 St James's Square à Londres, le 21 octobre 1781.

## Famille
Le 13 avril 1736, à Londres, il épouse Marie Chambers (c. 1714-21 janvier 1783), une petite-fille maternelle de Charles Berkeley (2e comte de Berkeley). Plus tard, ils ont six enfants (dont quatre sont morts jeunes) :
- Vere Beauclerk (12 janvier 1737 – 26 décembre 1739) ;
- Chambres Beauclerk (22 février 1738 – 16 juillet 1747) ;
- Sackville Beauclerk (12 avril 1739 – 25 avril 1739) ;
- Aubrey Beauclerk (5e duc de Saint-Albans) (3 juin 1740 – 9 février 1802) ;
- Elizabeth Beauclerk (juillet 1742 – avril 1746) ; inhumée le 26 avril 1746 ;
- Marie Beauclerk (4 décembre 1743 – 13 janvier 1812), qui épouse Charles Spencer (1740-1820), fils de Charles Spencer (3e duc de Marlborough).